# Stevin HBS
De 7de Gemeentelijke HBS in Den Haag is vooral bekend onder de naam Stevin HBS, maar tot 1948 werd ze meestal HBS Raamstraat of Raamstraat-HBS genoemd.
De school werd in 1884 opgericht als opvolger van een ‘Burger Dag- en Avondschool’ met een steeds afnemend aantal leerlingen. De school werd gevestigd in het nieuwbouwpand Raamstraat 28; het gebouw is thans een appartementencomplex. Oorspronkelijk bood de school een driejarige cursus; in 1922 werd dat een vijfjarige cursus. Toen pas kreeg de school de naam ‘Zevende Gemeentelijke HBS’; voor die tijd heette ze ‘(Eerste) HBS met 3-jarige cursus’. De naam Stevin HBS kreeg de school pas in 1948. De aanleiding voor de nieuwe naam was dat Simon Stevin vanaf 1612 in de Raamstraat had gewoond, de straat waar de school zat.
In 1964 fuseerde de Stevin HBS met de Zuiderpark HBS (die bestond in de jaren 1951-1964). De nieuwe naam werd Stevin Lyceum. In 1966 werd de naam veranderd in Scholengemeenschap Simon Stevin na een fusie met de President Kennedyschool. In 1982 werd dat, na een nieuwe fusie met de Cornelis Plantingh-mavo, het Stevin College.
Het Stevin Lyceum was deels gevestigd in het pand Zuidlarenstraat 57, waar voorheen de Zuiderpark HBS zat, en deels in het pand Melis Stokelaan 1197-1199. Dat laatste gebouw is inmiddels gesloopt.

## Directeuren
- W. Blüm (1883-1892)
- Dr C.J.J. Ninck Blok (1892-1901)
- Dr J.F. Haverman (1901-1906; in dat laatste jaar werd hij directeur van de HBS Beeklaan)
- Dr N. Quint (1906-1916)
- P. Goedhart (1917-1925)
- Dr W. van der Wijk (1925-1939; in dat laatste jaar werd hij rector van het Eerste Gemeentelijk Lyceum)
- G. de Haas (1939-1963)
- Drs J. Nagelsmit (1963-1964)